# Police (Woiwodschaft Westpommern)
Police [pɔˈlʲiʦɛ] (deutsch Pölitz) ist eine Stadt und Sitz des Powiat Policki (Kreis Police) sowie der gleichnamigen Stadt- und Landgemeinde Police in der polnischen Woiwodschaft Westpommern. Die Mittelstadt, die eines der größten Chemiewerke Polens beherbergt, hat etwa 41.500 Einwohner.

## Geographie

### Lage
Die Stadt liegt im östlichen Vorpommern an der Larpe, die sich nördlich der Stadt in die beiden Arme Pölitzer Fahrt und Jasenitzer Fahrt verzweigt, bevor sie an der linken Seite in die Oder mündet, und an der östlichen Grenze der Ueckermünder Heide, etwa 15 km nördlich von Stettin.

### Stadtgliederung
- Stare Miasto (Altstadt)
- Nowe Miasto (Neustadt)

Osiedle Dąbrówka, Osiedle Gryfitów, Osiedle Księcia Bogusława X, Osiedle Anny Jagiellonki (Neustadtteil)
- Mścięcino (Messenthin)
- Jasienica (Jasenitz)

## Geschichte

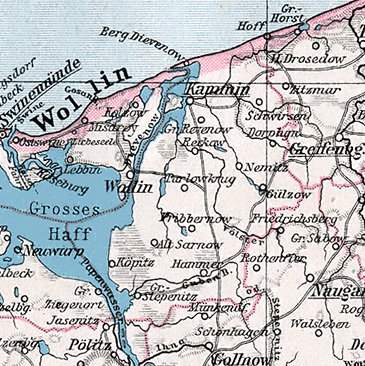
Pölitz südlich des Stettiner Haffs auf einer Landkarte von 1905.

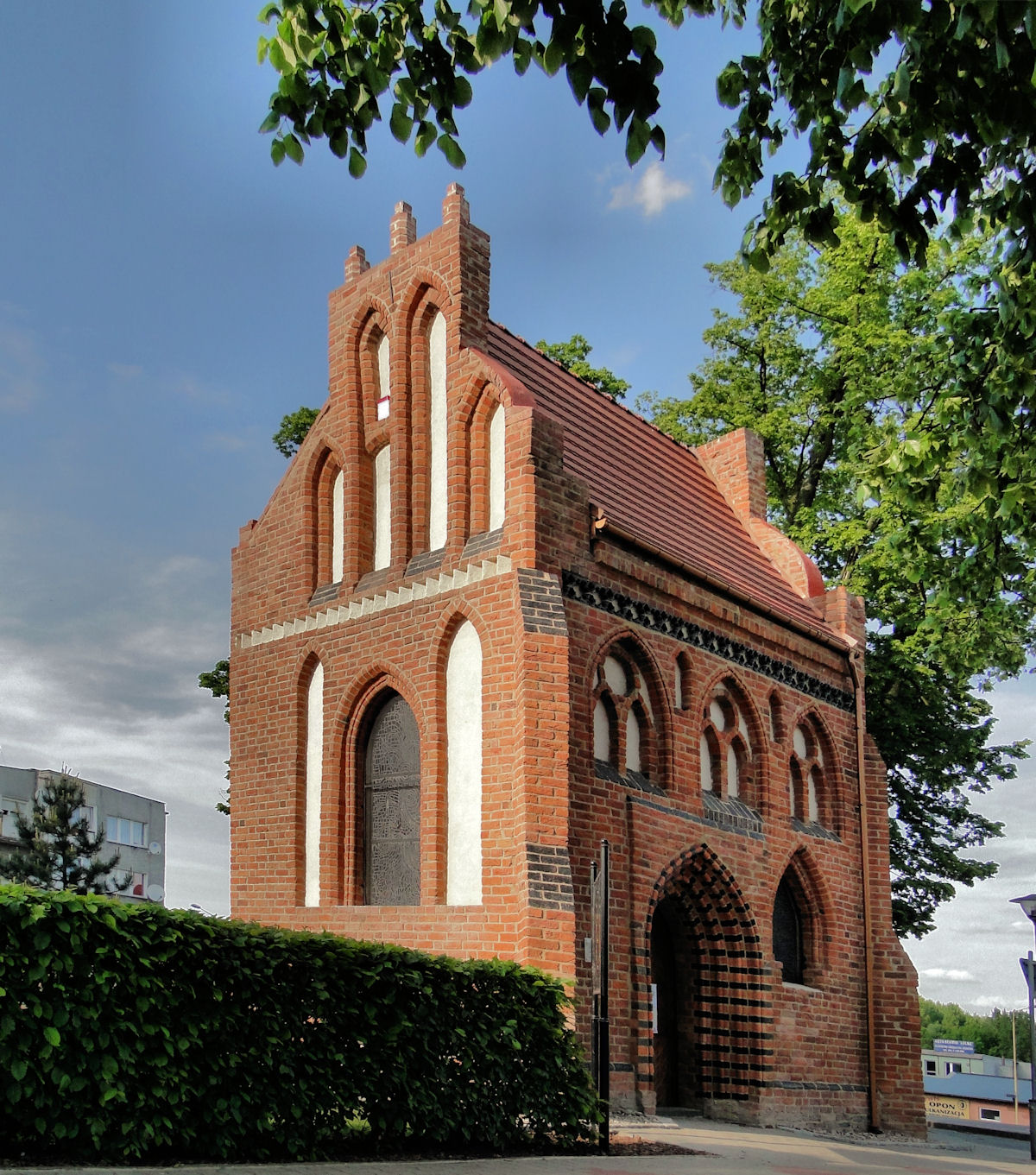
Sakristei der vormaligen Marienkirche am Markt in der Altstadt, 15. Jahrhundert

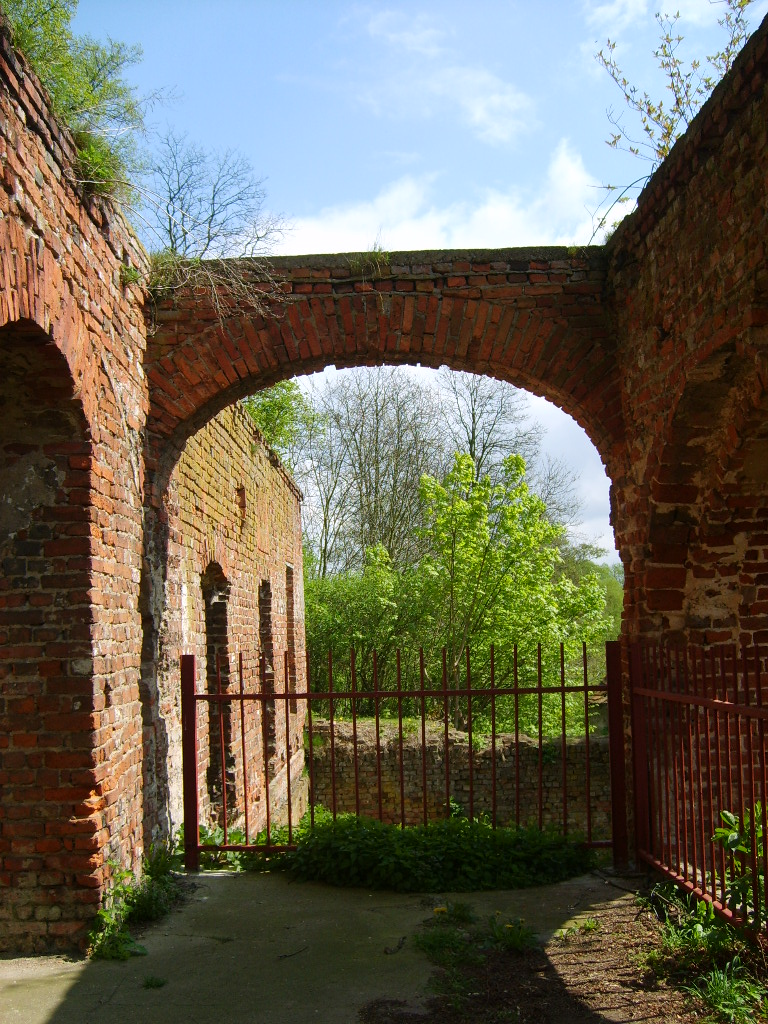
Ruinen des Augustiner-Klosters Jasienica (Jasenitz)

Stadtpanoram auf einer Lithographie aus der Zeit vor 1846

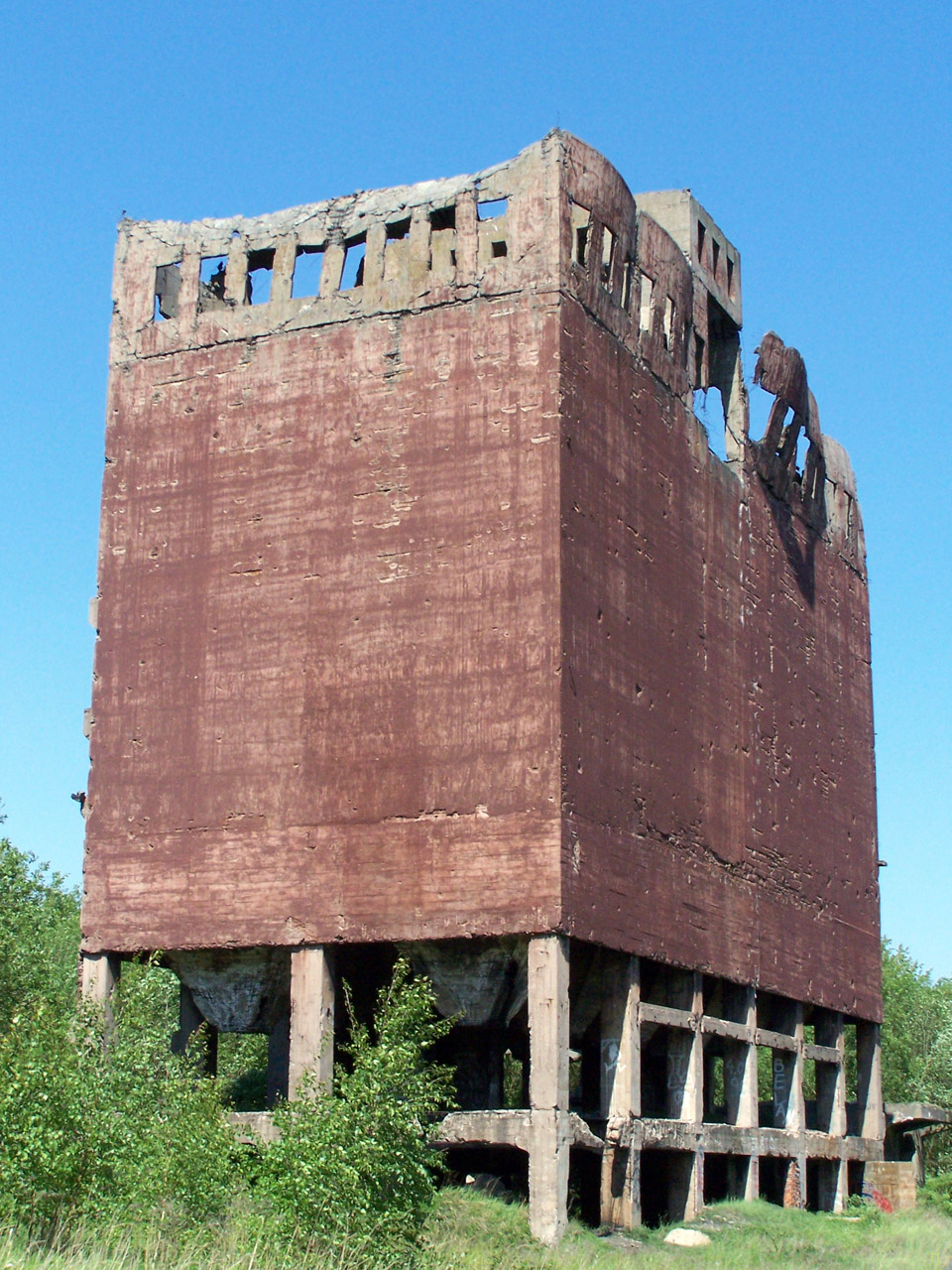
Ruine der Hydrierwerke Pölitz AG

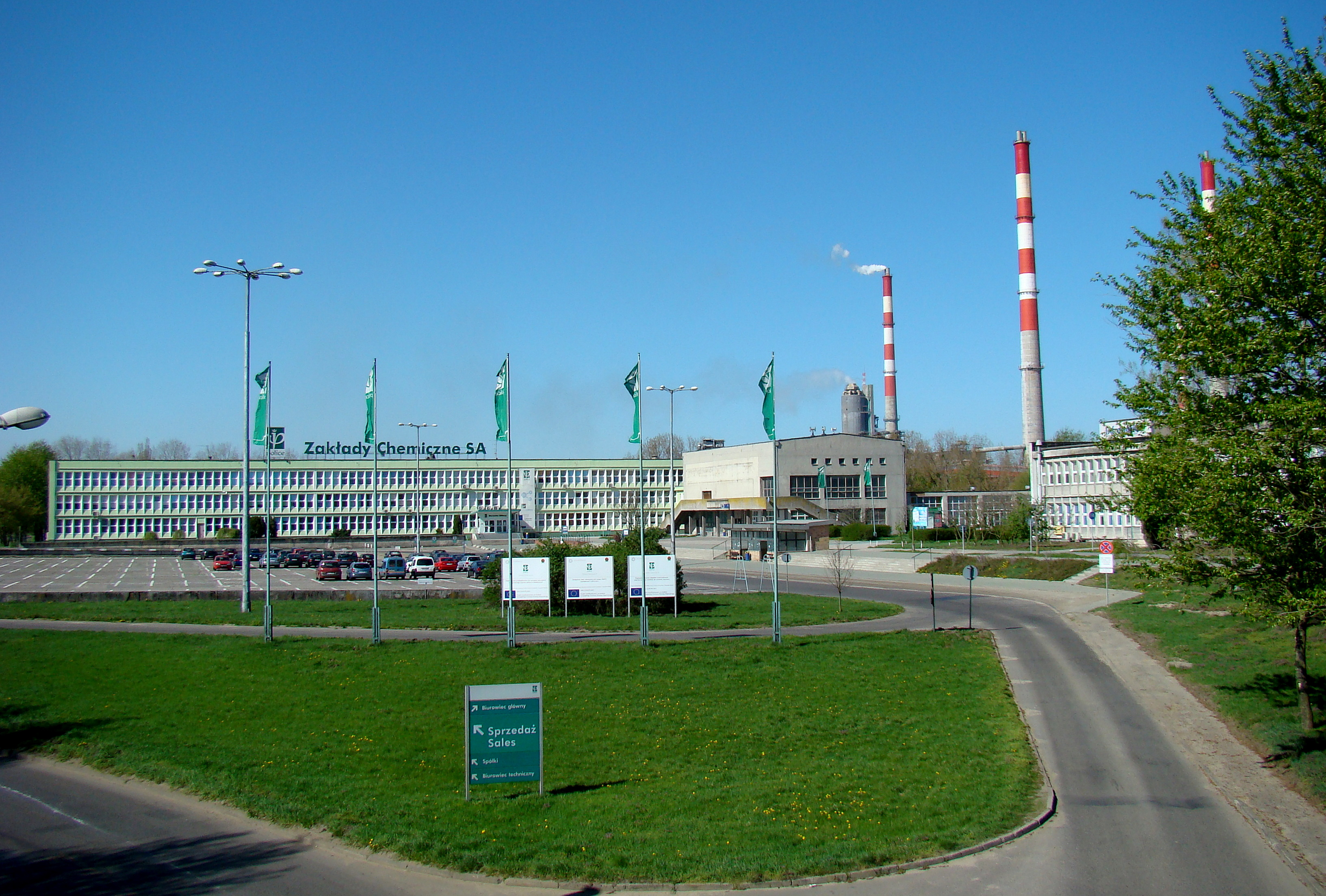
Die Chemiewerke (Zakłady Chemiczne Police)

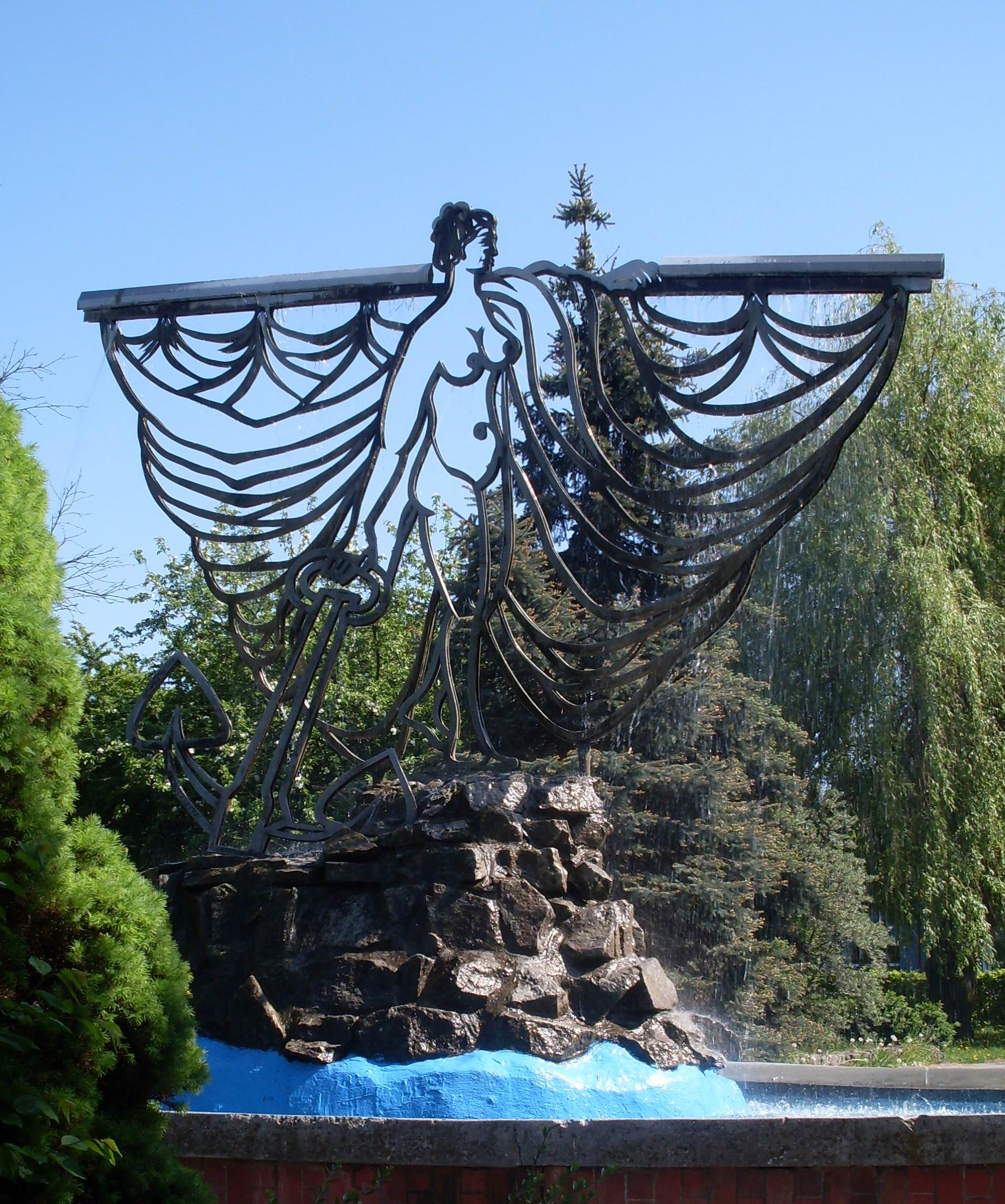
Sedina-Brunnen in der Altstadt

Ein Ritter Bartholomeus de Polyz oder de Poliz wird 1249 und 1252 als Zeuge in Urkunden Herzog Barnims I. von Pommern genannt. Die erste Nennung des Ortes selber erfolgte 1253, als Herzog Barnim I. in Politz eine Urkunde ausstellte, mit der er das Dorf Pomerensdorf an die Bürgerschaft der Stadt Stettin verkaufte.
Im Jahre 1260 verlieh Herzog Barnim I. dem Ort Politz das Stadtrecht nach Magdeburger Recht. Zugleich wies er der Stadt Fischereirechte, Land und weitere Privilegien zu. Als Herr der Stadt erscheint 1292 und 1299 der pommersche Hofmarschall Otto von Drake.
Nachdem Otto von Drake starb, ohne Erben zu hinterlassen, setzte Herzog Otto I. von Pommern an seiner Stelle die Stadt Stettin als Stadtherrn ein. Pölitz blieb zwar in der inneren Verwaltung autonom und behielt auch das Verfügungsrecht über den städtischen Besitz, musste aber Abgaben an Stettin leisten. Hierzu zählten neben einer jährlichen Orböde Lieferungen von Holz, Butter und Fischen. Dieses Verhältnis zwischen Pölitz und Stettin wurde in Vergleichen von 1571 und von 1758 näher geregelt, blieb aber bis ins 19. Jahrhundert eine Quelle von Streitigkeiten.
1510 erhielt Pölitz ein Schöffenbuch. 1528 wurden die drei vorhandenen Gilden durch eine Schützengilde ersetzt. Die Reformation wurde 1534 durchgeführt.
1724 wurde die Stadt Pölitz in den Kreis Randow eingegliedert.
In den 1890er Jahren wurde eine neue Marienkirche an der Mühlenstraße errichtet, die 1895 als evangelisches Gotteshaus eingeweiht wurde. Die alte Marienkirche auf dem Markt wurde 1896 bis auf die Sakristei, die bis heute erhalten ist, abgerissen.
Um das Jahr 1930 hatte die Gemarkung der Stadt Pölitz eine Flächengröße von 18,4 km², und in dem Stadtgebiet standen zusammen 448 Wohnhäuser an drei verschiedenen Wohnorten:
1. Kalkbrennerei
2. Pölitz
3. Schanze

Im Jahr 1926 wurden in der Stadt Pölitz 4963 Einwohner, darunter 46 Katholiken und neun Juden, gezählt, die auf 1.346 Haushaltungen verteilt waren.
Bei der Auflösung des Landkreises Randow 1939 wurde Pölitz dem Stadtkreis Stettin angeschlossen.
1937 wurden die Hydrierwerke Pölitz AG gegründet, die zur Herstellung von synthetischem Benzin dienten. Hauptinvestoren waren die I.G. Farben, die Rhenania-Ossag und die Deutsch-Amerikanische Petroleum Gesellschaft. Vom 25. Juni 1944 bis zum 22. April 1945 befand sich unweit des Werksgeländes Außenlager des Konzentrationslagers Stutthof. Die Hydrierwerke Pölitz waren größter Erzeuger von synthetischem Flugbenzin im Reich. Sie wurden bereits ab 1940 von der britischen RAF und besonders erfolgreich 1944 mehrfach von der 8th Air Force angegriffen und schwer zerstört. Dabei verloren viele Arbeitskräfte, darunter auch Häftlinge, ihr Leben.
Nach dem Zweiten Weltkrieg wurden die Werke 1945 und 1946 demontiert, die technischen Anlagen als Reparationsleistung in die Sowjetunion gebracht. Auch zwangsverpflichtete deutsche Frauen und Mädchen wurden für die Arbeiten eingesetzt. Nach Abschluss der Demontage, Mitte 1946, wurde das im Stettiner Zipfel gelegene Pölitz seitens der sowjetischen Besatzungsmacht der Volksrepublik Polen zur Verwaltung unterstellt. Von der polnischen Administration wurde die Stadt in Police umbenannt, und es begann die Zuwanderung polnischer Zivilisten, einhergehend mit der Vertreibung der einheimischen Bevölkerung.
Nach 1946 wurde Jasienica (Jasenitz) eingemeindet. Die Chemiewerke Zakłady Chemiczne Police entstanden im Jahre 1964 und erhielt einen eigenen Bahnanschluss zur Bahnstrecke Szczecin–Trzebież Szczeciński. Police ist seit 1999 die Kreisstadt des Powiat Policki.

### Demographie
| Jahr | Einwohner | Anmerkungen                                                             |
| ---- | --------- | ----------------------------------------------------------------------- |
| 1740 | 1000      | [ 8 ]                                                                   |
| 1782 | 0970      | keine Juden                                                             |
| 1792 | 1109      | keine Juden                                                             |
| 1794 | 1114      | keine Juden                                                             |
| 1812 | 1424      | davon zwei Katholiken und ein Jude                                      |
| 1816 | 1313      | davon acht Katholiken und vier Juden                                    |
| 1831 | 1907      | davon fünf Katholiken und 24 Juden                                      |
| 1843 | 2465      | davon sieben Katholiken und 30 Juden                                    |
| 1852 | 2936      | davon 18 Katholiken und 60 Juden                                        |
| 1861 | 3508      | davon 18 Katholiken und 36 Juden                                        |
| 1875 | 3997      | [ 10 ]                                                                  |
| 1880 | 4146      | [ 10 ]                                                                  |
| 1890 | 4009      | davon 21 Katholiken und 14 Juden                                        |
| 1905 | 4303      | [ 11 ]                                                                  |
| 1910 | 4149      | [ 12 ]                                                                  |
| 1919 | 4283      | [ 13 ]                                                                  |
| 1925 | 4963      | davon 46 Katholiken und neun Juden, nach anderen Angaben 4975 Einwohner |
| 1929 | 5074      | [ 13 ]                                                                  |
| 1933 | 5465      | [ 10 ]                                                                  |
| 1935 | 5800      | [ 13 ]                                                                  |
| 1939 | 6466      | [ 10 ]                                                                  |
| 1940 | 6437      | [ 13 ]                                                                  |

| Jahr          | 1960  | 1970   | 1975   | 1980   | 1983   | 1990   | 1995   | 2000   | 2004   | 2012   | 2015   |
| Einwohnerzahl | 8.900 | 12.800 | 17.600 | 24.800 | 28.581 | 34.400 | 34.456 | 35.000 | 41.400 | 33.816 | 41.735 |

## Politik

### Bürgermeister
bis 1945
- Brandenburgk, 1596[14]
- Matthias Paul, 1617[14]
- Jochim Otte, 1617[14]
- Hieronymus Wedige, 1617[14]
- Georg Friedrich Klug, 1759, 1767[14]
- Jacob Friedrich Buttermann, 1775
- Walther, bis 1908[14]
- August Philipp Hauff, 1809–1816[14]
- Johann Joachim Lockwitz, 1816–1822[14]
- S. S. Grünenwaldt, seit 1822, 1843[14]
- E. C. Fr. Dreblow, 1834–1846[14]
- Albert georg Erdmann Gebeschus, 1846–1849[14]
- Kröning, 1849–1855[14]
- Johann Ludwig Ernst Hintze, seit 1857, 1864[14]
- Schmitz, ca. 1900[15]

nach 1945
- Stanisław Szymaszek, 1990–1998
- Władysław Diakun, seit 1998

### Wappen
Das Stadtwappen hat sich im Laufe der Geschichte verändert. Ursprünglich zeigte das Stadtwappen in Blau einen ungekrönten Greifenkopf über zwei grünen Zweigen. Als die Stadt Stettin 1321 die Stadtherrschaft über Pölitz erwarb, erhielt Pölitz das Wappen der Stadt Stettin, nämlich in Blau einen golden gekrönten, roten Greifenkopf. Bei dem ältesten sicheren Stadtsiegel („SIGL DER STAT POLITZ“) erscheint dieser über einem erniedrigten Schrägrechtsbalken, der später weggelassen wurde.
Das Stadtwappen der heutigen polnischen Stadtgemeinde zeigt den golden gekrönten, roten Greifenkopf auf Silber.

### Städtepartnerschaften
| Stadt        | Staat       | Datum            |
| ------------ | ----------- | ---------------- |
| Pasewalk     | Deutschland | 23. Februar 1999 |
| Nowyj Rosdil | Ukraine     | 28. März 2002    |
| Korsør       | Dänemark    |                  |

## Kultur
- Polickie Dni Muzyki „Cecyliada“, Policer Musiktage für Kirchenmusik, jährlich seit 1996 im Herbst
- Das Kino MOK im städtischen Kulturzentrum (Miejski Ośrodek Kultury)
- Die Galerie „OBOK“ im städtischen Kulturzentrum
- Łarpia Sail Festival

## Sehenswürdigkeiten

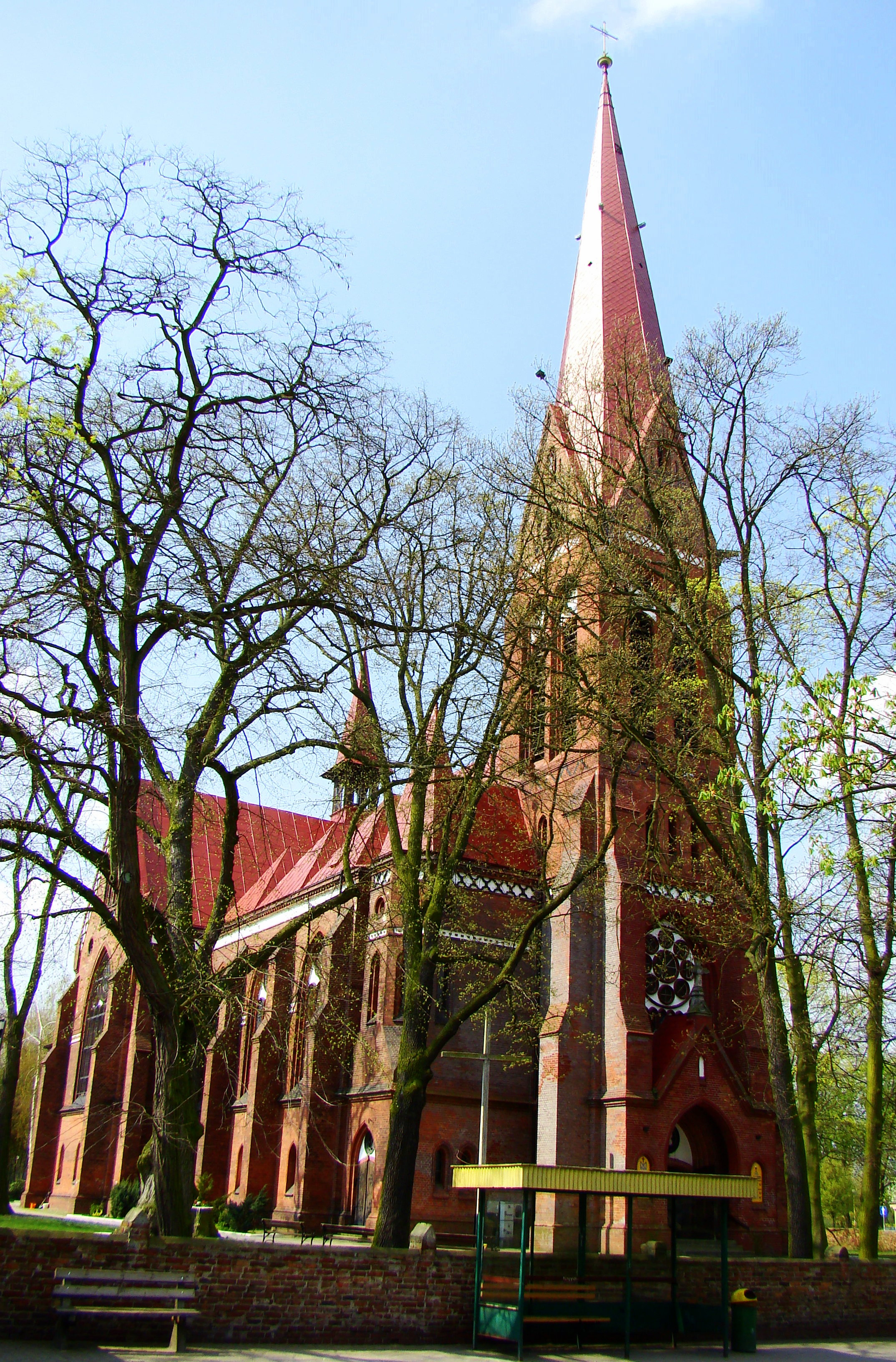
Neogotische Marienkirche, bis 1945 evangelische Pfarrkirche von Pölitz

- Sakristei der alten gotischen Marienkirche aus dem 13. Jahrhundert, die 1896 abgerissen wurde, am Markt in der Altstadt (Plac Chrobrego)
- die neue Marienkirche (1895 eingeweiht) in der Altstadt (ulica Wojska Polskiego) mit 60 Meter hohem Turm
- die gemauerten Wohnhäuser (19. Jahrhundert)
- die Ruinen der Hydrierwerke Pölitz AG
- das Lapidarium im Park (Park Staromiejski) in der Altstadt
- Stadtteil Jasienica (Jasenitz):
  - gotische Peter-und-Paul-Kirche (Kościół Piotra i Pawła) aus dem 14./18. Jahrhundert
  - Ruinen des Augustiner-Klosters Jasenitz aus dem 14. Jahrhundert
- der Kajaktouristenweg auf der Gunica von Węgornik durch Tanowo, Tatynia, Wieńkowo nach Police–Jasienica.

## Wirtschaft

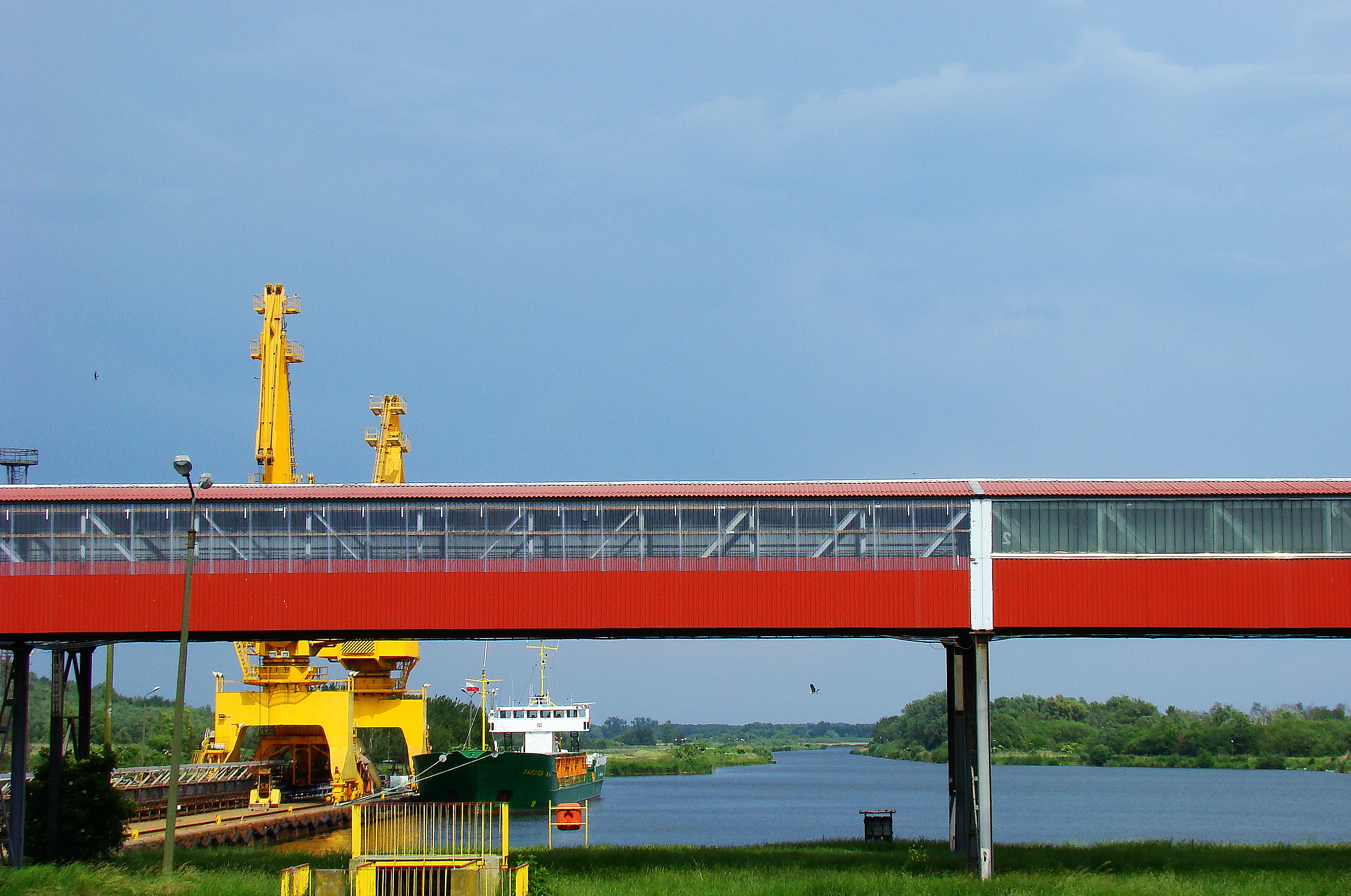
Hafen von Police

Neben dem Hafen sind zuvorderst die Chemiewerke Police (Zakłady Chemiczne Police) von großer wirtschaftlicher Bedeutung für die Stadt.

## Verkehr
Police liegt an der Bahnstrecke Szczecin–Trzebież Szczeciński, die nach Einstellung des Personenverkehrs am 1. Oktober 2002 nur noch im Güterverkehr betrieben wird.

## Sport
Die Volleyball-Frauen von Chemik Police spielen in der Polnischen Volleyball-Liga und in der Champions League.

## Persönlichkeiten

### Söhne und Töchter der Stadt
- Ida Gebeschus (1848–1903), deutsche Musikschriftstellerin und Musikpädagogin
- Maximilian Blumenthal (1856–1910), deutscher Historiker und Bibliothekar
- Eduard Krause-Wichmann (1864–1927), deutscher Marine- und Kunstmaler
- Friedrich Soetbeer (1865–nach 1918), deutscher Politiker
- Eckhard Maronn (1935–2023), deutscher Musikwissenschaftler, Toningenieur und Hochschullehrer

### Persönlichkeiten, die in der Stadt gewirkt haben
- Ludwig Hollonius (um 1570–1621), evangelisch-lutherischer Geistlicher und Dramatiker, war Pastor an der Marienkirche in Pölitz
- Aleksander Doba (1946–2021), polnischer Kajakfahrer, Globetrotter
- Marcin Lewandowski (* 1987), polnischer Leichtathlet, Mittelstreckenläufer